# مغالطه عطف منطقی

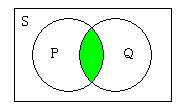
مغالطه عطف منطقی

مغالطهٔ عطف منطقی (conjunction fallacy) یا مغالطه تلفیق احتمالات - (که به مسئلۀ لیندا ( Linda problem) نیز شناخته می شود) یک مغالطه صوری است و زمانی اتفاق می‌افتد که شرایط خاصی محتمل‌تر از یک وضعیت کلی فرض می‌شود. بر اساس کتاب تفکر سریع و کند نوشته دانیل کانمن این مغالطه زمانی روی می دهد که: شخصی درصد وقوع دو رویداد احتمالی را باهم و همزمان از هر کدام از دو احتمال به تنهایی کمتر بداند. در واقع ترکیب یا همزمانی یا تلفیق دو رویداد، احتمال وقوع را کم میکند اما مردم در بسیاری موارد برعکس این واقعیت را تصور میکنند.
رایج‌ترین مثال این مغاله توسط Amos Tversky و دنیل کانمن مطرح شده است:
لیندا خانمی ۳۱ ساله، مجرد و خوش‌برخورد است. در رشتهٔ فلسفه تحصیل کرده و در دوران دانشجویی برای رفع تبعیض و ایجاد عدالت اجتماعی فعالیت‌های زیادی داشته است و در تظاهرات ضد هسته‌ای شرکت کرده.
کدام یک از موارد زیر محتمل تر است؟
1. لیندا یک کارمند بانک است.
2. لیندا کارمند بانک و فعال حقوق زنان (فمنیست) است.

بیشتر افراد گزینهٔ دوم را انتخاب می‌کنند در حالی که احتمال وقوع همزمان دو رویداد (عطف منطقی دو اتفاق) کمتر از احتمال هر یک از آن دو به تنهایی است. این مفهوم برای دو رویداد A و B به کمک دو نامساوی زیر بیان می‌شود:
{\displaystyle \Pr(A\land B)\leq \Pr(A)}
{\displaystyle \Pr(A\land B)\leq \Pr(B).}
برای مثال، حتی اگر احتمال کارمند بانک بودن لیندا را خیلی کم در نظر بگیریم (۵٪) و احتمال زیادی بدهیم که او یک فعال حقوق زنان است (۹۵٪) باز هم (با فرض اینکه این دو متغیرهای تصادفی مستقل هستند) احتمال اینکه لیندا یک کارمند و یک فعال حقوق زنان باشد کمتر از تک تک احتمالات یعنی برابر ۰/۰۵ × ۰/۹۵ = ۰/۰۴۷۵ است.
تورسکی و کانمن بر این باورند که علت اشتباه اکثر افراد در این است که آنها از رویه ای heuristic به نام «معرّف بودن یا معرّف گری» (representativeness) برای حل این نوع قضاوت استفاده می‌کنند. یعنی، توصیف دوم با وجود اینکه به وضوح از نظر ریاضی اشتباه است اما بیشتر «معرف» لیندا است.